# جاي جي. ويتفيلد
جاي جي. ويتفيلد (بالإنجليزية: J. G. Whitfield) هو مروج موسيقى أمريكي، ولد في 1915، وتوفي في 2006.